# مارک تاکر
مارک تاکر (انگلیسی: Mark Tucker) یک سرمایه‌دار اهل ایالات متحده آمریکا است.